# Santarém Novo
Santarém Novo é um município brasileiro do estado do Pará. Localiza-se a uma latitude 00º55'44" sul e a uma longitude 47º23'49" oeste, estando a uma altitude de 30 metros. Sua população estimada em 2016 era de 6 482 habitantes. Possui uma área de 230,5 km².